# Drei Rivalen
Drei Rivalen (Originaltitel The Tall Men) ist ein US-amerikanischer Western aus dem Jahre 1955. Unter der Regie von Raoul Walsh spielen die Hauptrollen Clark Gable, Jane Russell und Robert Ryan. Der nach dem gleichnamigen Roman von Clay Fisher gedrehte Film „war verdientermaßen einer der erfolgreichsten Groß-Western der mittfünfziger Jahre“ und wird neben Red River, Cowboy, Die Cowboys, Greenhorn und Once Upon a Time zu den bedeutendsten Viehtreck-Western gezählt.

## Handlung
Im Jahre 1866, nachdem sie den Bürgerkrieg (auf konföderierter Seite als Angehörige einer Bushwhacker-Gruppe, der Quantrill’s Raiders) überlebt haben, wollen die texanischen Brüder Ben und Clint Allison ihr Glück machen, indem sie Raubüberfälle begehen. Eins ihrer Opfer, Nathan Stark, bietet ihnen an, eine riesige Rinderherde von Texas nach Montana zu treiben. Da die Rinder in Texas billig gekauft werden können, ist das riskante Unternehmen äußerst lukrativ.
Während der strapaziösen winterlichen Reise nach Texas rettet Ben die attraktive Nella Turner aus der Wildnis, die als Einzige einen Angriff von Oglala Sioux auf ihren Siedlertreck überlebt hat. Einige Tage müssen Nella und Ben wegen eines Schneesturms in einer Hütte verbringen. Die aufkeimende Liebe wird durch ihre unvereinbaren Zukunftspläne beendet; Nella will nämlich hoch hinaus, Ben dagegen will sich mit dem anspruchslosen Leben auf einer texanischen Ranch bescheiden.
Die Umstände zwingen sie, gemeinsam weiterzureisen. Als sie Clint und Nathan Stark in San Antonio treffen, macht Stark Nella in zudringlicher Weise den Hof. Sie ist pikiert, erkennt aber auch, dass er ihre Zukunftsträume verwirklichen könnte.
Stark kauft 4000 Rinder und 1000 Pferde, Ben heuert die Viehtreiber an, die von seinem ergebenen Freund Luis Estrella angeführt werden. Ben ist nicht erbaut, als Stark Nella überredet, in einem geradezu luxuriösen Wagen mitzureisen. Die Streitereien zwischen Nella und Ben verhindern, dass Stark auf den Gedanken kommt, Ben könne ein Nebenbuhler sein.
Als der Treck die Grenze zu Kansas passiert, verlangt eine Gruppe Bewaffneter einen ‚Wegzoll‘ von einem Dollar für jedes Rind. Stark will den Jayhawkers nachgeben, aber Ben und seine Kameraden eröffnen das Feuer. Die Wegelagerer ergreifen unter großen Verlusten die Flucht.
Auch der oft angetrunkene Clint interessiert sich für Nella. Zwischen den Brüdern kommt es zu Reibereien; nach einer Auseinandersetzung mit Stark reitet er dem Treck als Späher voran, um nicht in der Nähe von Stark zu sein. Eines Tages kommt nur sein Pferd zurück, denn Clint wurde von Indianern getötet.
Wenig später wird der Treck in einem engen Tal von den Sioux eingeschlossen. Bevor Bens Plan durchgeführt wird, die Umzingelung durch eine Stampede zu sprengen, versöhnen sich Nella und Ben angesichts der drohenden Gefahr. Der Plan gelingt überraschend gut, nur wenige Tiere gehen verloren.
In Mineral City, Montana, kann Stark die Herde mit großem Gewinn verkaufen und versucht, Ben hängen zu lassen wegen dessen Überfalls auf ihn, als sie sich das erste Mal begegneten. Doch Ben kann den Anschlag auf sein Leben vereiteln, nimmt sich von dem Gewinn nur eine bescheidene Summe, mit der er sich eine Ranch kaufen will – und wähnt tief betrübt, Nella verloren zu haben, da sie von Starks Reichtum unwiderstehlich angezogen sei. Er täuscht sich jedoch.

## Hintergrund
| Figur             | Darsteller       | Deutscher Sprecher    |
| ----------------- | ---------------- | --------------------- |
| Ben Allison       | Clark Gable      | Siegfried Schürenberg |
| Nella Turner      | Jane Russell     | Edith Schneider       |
| Nathan Stark      | Robert Ryan      | Wolfgang Lukschy      |
| Clint Allison     | Cameron Mitchell | Herbert Stass         |
| Luis Estrella     | Juan Garcia      | Werner Lieven         |
| Colonel Norris    | Stevan Darrell   | Wolf Martini          |
| Gus (Barkeeper)   | Will Wright      | Hans Hessling         |
| Hotelangestellter | Dan White        | Hans Hessling         |

Der Regisseur meinte, seine drei Hauptdarsteller bildeten eine „schöne Kombination“. Bezüglich der Darstellung eines „großen Viehtreiben[s]“ räumte er Ähnlichkeiten mit anderen Filmen ein, insbesondere mit Red River, betonte aber, seine Figuren wiesen keine Ähnlichkeit mit denen in Red River auf. Das Studio hob in seiner Werbung hervor, dass die Herde aus 4000 Rindern bestanden habe und damit die größte gewesen sei, die bis dahin gefilmt wurde.
Die Szenen im verschneiten Gebirge wurden in Sun Valley (Idaho) aufgenommen, die meisten anderen in Durango (Mexiko).
Die Produzenten erwarben von Clay Fisher die Filmrechte für den nächsten Roman The Big Pasture, der The Tall Men fortsetzte, doch eine Fortsetzung wurde nie gedreht.
Die Synchronisation wurde 1955 produziert.

## Kritik
Drei Rivalen erhielt ein eher gutes Presseecho, was sich auch in den Auswertungen US-amerikanischer Aggregatoren widerspiegelt. So erfasst Rotten Tomatoes überwiegend wohlwollende Besprechungen und ordnet den Film dementsprechend als „Frisch“ ein. Laut Metacritic fallen die Bewertungen im Mittel „Durchwachsen oder Durchschnittlich“ aus. Es folgen einige repräsentative Pressestimmen:

„Sehr sehenswert.“

„Walsh […] [feiert] den Männlichkeitsmythos von Gable […] mit Poesie und aggressivem Humor.“

Hembus hebt zwei Zitate hervor: Zum einen antwortet Gable auf Ryans resigniertes ‚Das Schicksal ist gegen uns‘ – ‚Dann werden wir es ändern müssen.‘ Außerdem reagiere Ben „klassisch“, als er ein Lynchopfer mit den Worten kommentiert ‚Wir scheinen uns zivilisierten Gegenden zu nähern.‘

„Attraktive Stars und imposante Aufnahmen des Viehtreibens samt Stampede in einem lebendig und opulent gemachten Western.“